# Smedslätten
Smedslätten är en stadsdel i Västerort inom Stockholms kommun och är en del av Bromma trädgårdsstad. Stadsdelen har fått sitt namn av  Smedslättens gård, belägen nära Mälaren, och ligger sydväst om stadsdelen Äppelviken och öster om stadsdelen Ålsten. I norr går gränsen längs Nyängsvägen och i öster utefter Äppelviksskolan, och genom stadsdelen går huvudvägen Alviksvägen. 
En stor del av stadsdelen utgörs av tät blandskog. Smedslätten nås med Nockebybanan till någon av hållplatserna Klövervägen eller Smedslätten (vid Smedslättstorget).

## Historia

### Arkeologiska fynd

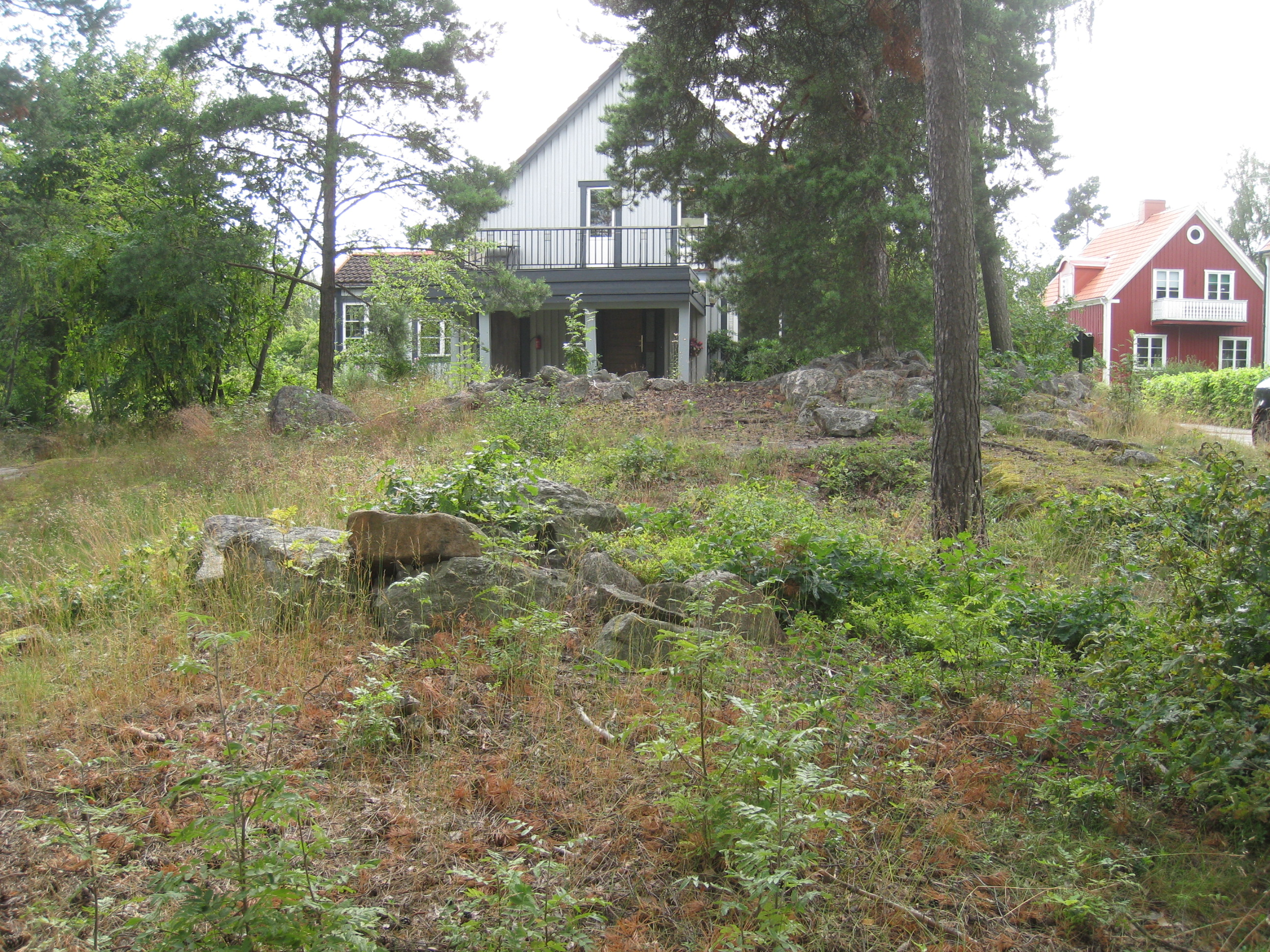
Stensättningarna vid Kämpakumlet på Aladdinsvägen 32 ligger på den obebyggda tomten utefter vägen med villor runt omkring.

En del arkeologiska fynd har gjorts i Smedslätten. Vid utbyggnaden av Smedslätten på 1920-talet undersöktes några mindre rösen innan de skulle tas bort. Bland fornlämningar i Smedslätten är en av de äldsta fynden en holkyxa från bronsåldern. Holkyxan hittades i närheten av Kämpakumlet vid Aladdinsvägen 32 i Smedslätten. Kämpakumlet undersöktes år 1922. En annan fornlämning i Smedslätten som är bevarad, är ett röse, som finns på en klippa på ett krön av moränbunden bergrygg i Ålstensskogen nordväst om Solviksbadet. Det är ett bronsåldersröse (RAÄ 3), som är 8 meter i diameter och 0,6 meter högt. Röset ligger i stadsdelen Smedslätten och kan dateras till yngre bronsålder (1100–500 f.Kr.). Bronsåldersröset låg vid sin tillkomst 15 meter över havet, mot 30 meter nu. I december 2007 gjordes ett nyfynd av en skålgropssten i hällmarkstallskogen Drömdungen vid Smedslättsskolan på Drömstigen 12. I stenen syns många älvkvarnsliknande gropar, de flesta sannolikt naturbildningar, men den har minst tre älvkvarnar.

### Smedslättens gård

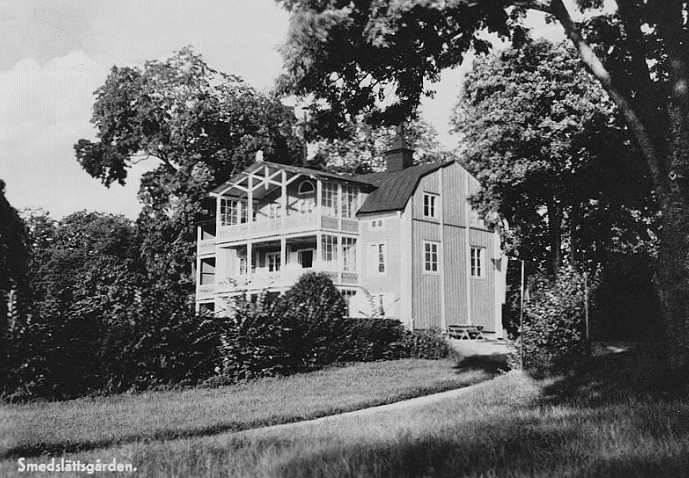
Smedslättens gård, vykort från 1940.

Smedslättens gård och omgivningar köptes under 1800-talets mitt av Hedvig Charlotta Sunnerdahl och förblev i denna släkt fram till 1930-talet. Huvuddelen av marken såldes till Stockholms stad av Magna Sunnerdahl (1863–1935) 1922, men den kvarvarande marken kallas fortfarande Sunnerdahlska området. Under 1700-talet fanns här torpen Övre Smedslätten, som hörde till Åkeshov och Nedre Smedslätten som hörde till Ulvsunda. Nedre Smedslätten köptes 1808 av en änka vid namn Anna Margareta Lundberg, som 1818 arrenderade även Övre Smedslätten. Dessa var då inte längre torp utan säteri.
När staden av fröken Magna Sunnerdahl inköpte egendomen Smedslätten behöll hon i sin ägo ett område mellan Alviksvägen och Mälaren. Hon bodde ännu kvar på gården då en stor del av Smedslättens mark såldes till Stockholms stad 1922. Det kvarvarande Sunnerdahlska området, Smedslättens gård med närmast omgivande mark, omgärdades då av ett högt svartmålat staket med spetsiga järnstolpar. Ingången till "den förtrollade trädgården" var genom järngrindarna vid Alviksvägen 131. Inom Smedslättens gårds område fanns då, förutom själva gården, en handelsträdgård, där trädgårdsmästaren sålde blommor och grönsaker, och en trädgårdsmästarbostad, som hade byggts 1909. Denna del av gården inköptes på 1950-talet av byggmästare Lars Erik Lundberg på Lundbergföretagen i Norrköping, som åren 1961–1965 uppförde ett radhusområde av mycket hög klass.
Under åren 1935 till 1962 efter Magna Sunnerdahls död förföll Smedslättens gård. För ungefär hälften av det område, som hon hade behållit i sin ägo, fastställdes i början av år 1939 en stadsplan, som i huvudsak avsåg trevånings hyreshus. Genom avtal med de fyra storbyggmästarna, som exploaterade marken, erhöll staden för utläggning till park rätt väsentliga delar av den marken. Bebyggelsen sköt stark fart, men när andra världskriget kom blev det tvärstopp i byggandet. Man kunde väntat sig att gården och parken mot sjön skulle bevaras, eftersom området i söder hade förbindelse med Ålstensskogen och i norr med Borgbergets reservat. Den sydöstra delen av Smedslättens gårds område inköptes privat på 1950-talet. Det var, som ovan nämnts, byggmästare Lars Erik Lundberg på L-E Lundbergföretagen, som köpte en del av den gamla gårdsmarken och på 1960-talet bebyggdes hela gårdsområdet med radhus. Omkring själva Smedslättens gårds område uppfördes 83 radhusvillor av mycket hög klass under åren 1962-1964. Den gamla manbyggnaden vid Smedslättens gård stod länge tom, men den restaurerades och byggdes om till arkitektkontor i slutet av 1960-talet.

### Historiska förslag till trädgårdsstadsbyggande 1921 och stadsplan 1922

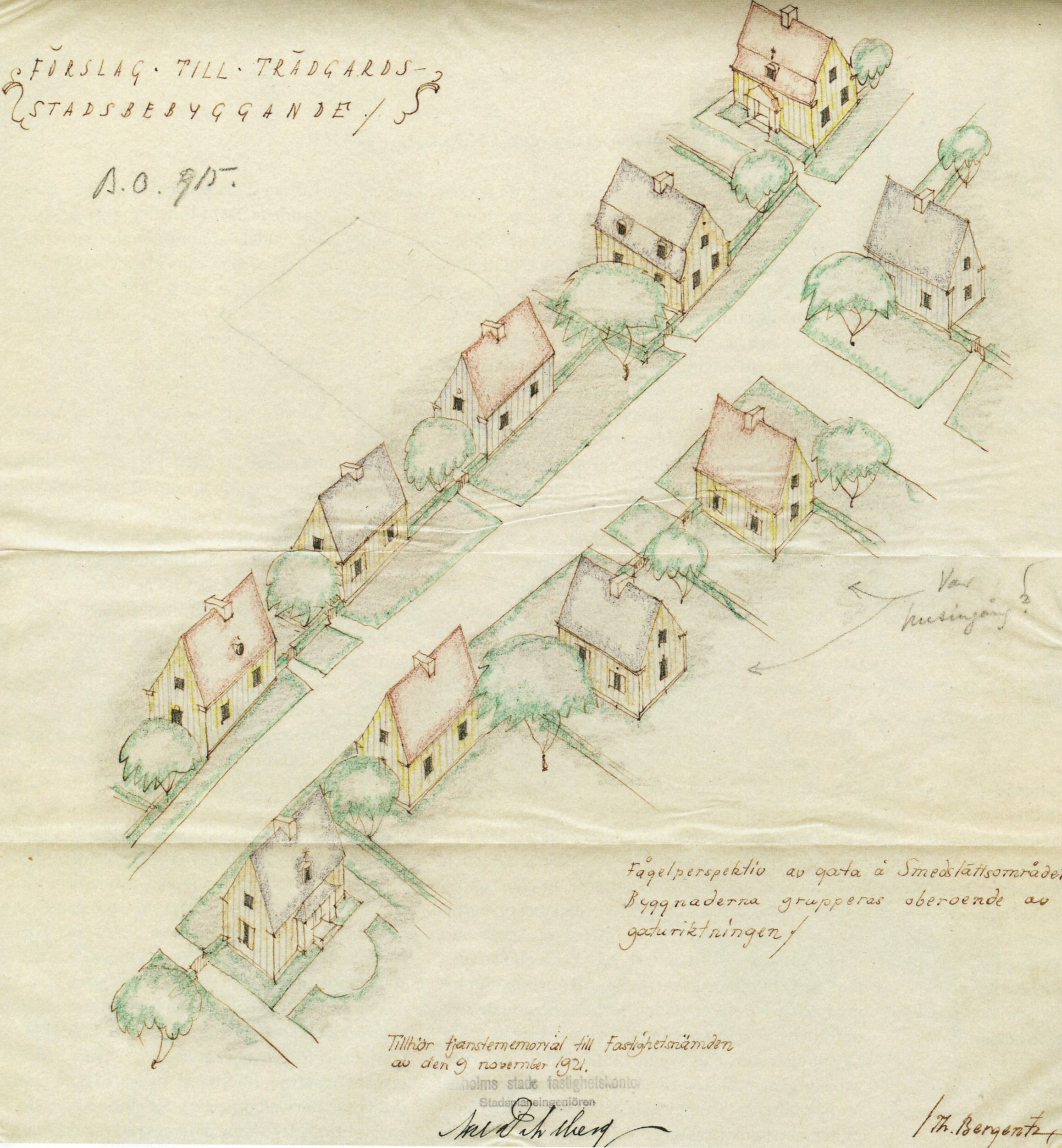
Förslag till trädgårdsstadsbyggande i Smedslätten upprättad av Axel Dahlberg och Thure Bergentz 1921.

Stadsplan för Smedslättens Trädgårdsstad 1922.

Genom villabebyggelsen på 1920- och 1930-talen skedde den mest omfattande bebyggelsen av Bromma. Den så kallade Egnahemsrörelsen utvecklades starkt här. Tomterna uppläts inte med äganderätt, utan med så kallad tomträtt. En lag om tomträtt antogs av riksdagen 1907 och staden ville därigenom förhindra tomtspekulation. Tomträtten innebar att Stockholms stad ägde tomten, medan den som bebyggde den innehade den med tomträtt, som betalades med en årlig så kallad avgäld (årlig avgift) till staden. Under 1980- och 1990-talen avvecklades tomträtten i stor utsträckning. Då fick tomträttsinnehavarna lösa in "sina egna" tomter, i flertalet fall till värden under marknadsvärdet.
Förslag till trädgårdsstadsbyggande i Smedslätten undertecknat 1921. "Förslag från Stockholms stadsbyggnadskontor 1921." "Fågelperspektiv av gata å Smedslätten. Byggnaderna grupperas oberoende av gaturiktningen." "Tillhör tjänstememorial till Fastighetsnämnden av den 9 november 1921." Undertecknat Stockholms stads fastighetskontor, Stadsplaneingenjören Axel Dahlberg och Thure Bergentz, som var arkitekt och stadsplanerare.
Stadsplan för Smedslättens Trädgårdsstad 1922. "Förslag till stadsplan för delar av Ulvsunda, Ålsten och Äppelviken. (PL_238) "Tillhör Stadsplanenämndens skrivelse till Fastighetsnämnden av den 16 maj 1922." Undertecknat av Per Olof Hallman, som var arkitekt, stadsplanerare och Stockholms förste stadsplanedirektör.

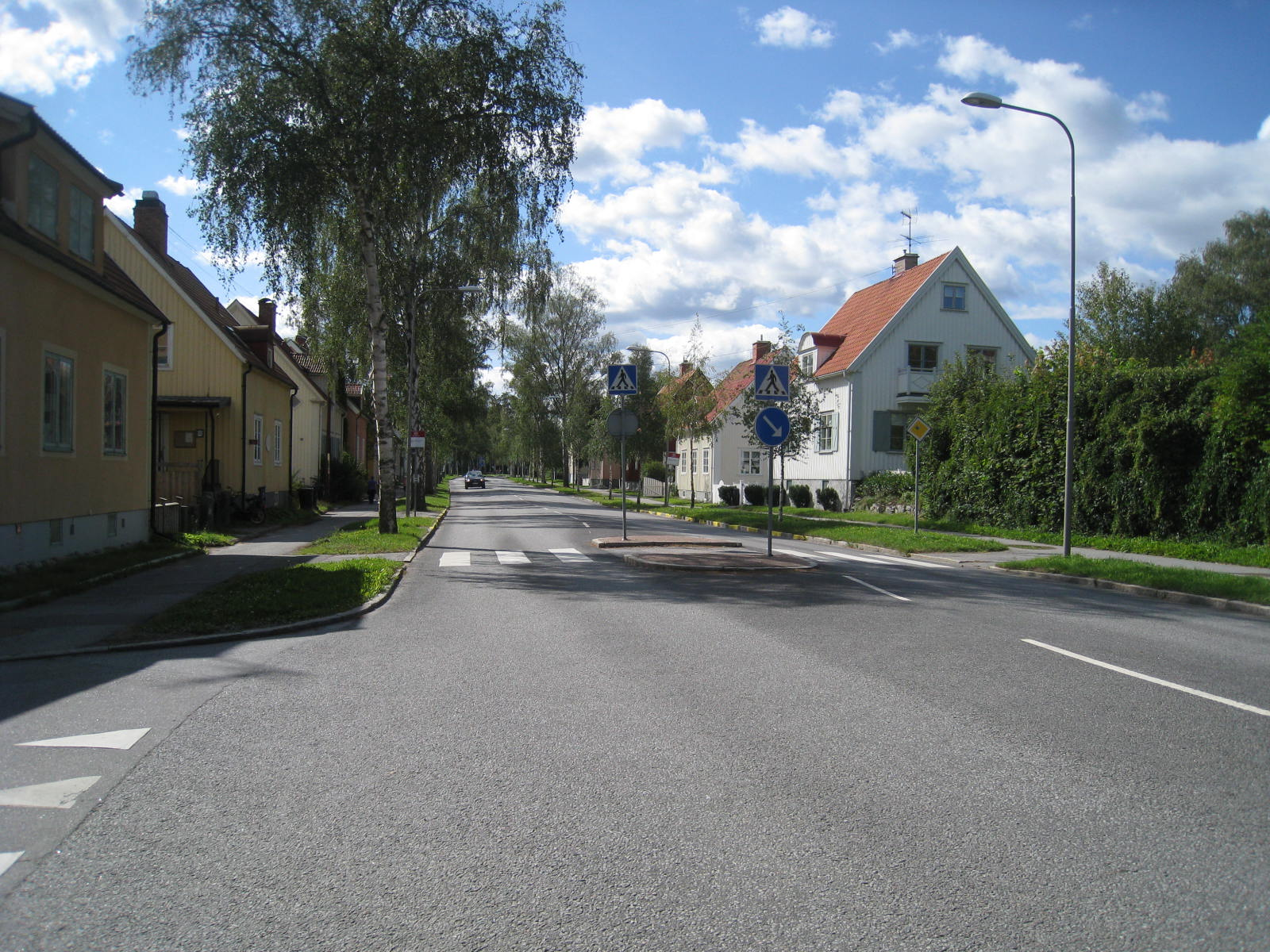
Längs Alviksvägen planterades björkar i den gröna remsan mellan bilväg och gångväg och husen är placerade utefter gatulinjen och vända åt samma håll och med trädgårdarna på baksidan.

När Smedslätten byggdes på 1920-talet föreskrevs en stadsplan som skulle efterlikna småstadsgatan. Därför placerades byggnaderna längs gatulinjen, vilket även framgår av Axel Dahlbergs och Thure Bergentz' förslag till stadsplan från 1921. Att konsekvent lägga husen i gatulinjen var det nya greppet. Husens placering utefter gatulinjen skapade ett vackert gaturum och frigjorde maximal yta för de privata trädgårdarna på baksidan. Husen skulle ha en egen trädgård och de skulle placeras utefter platsens ljusförhållanden för att undvika skuggeffekter. Ljus och solsken i både rum och trädgård var något som eftersträvades. Trädgårdarna på baksidan bildade tillsammans en större sammanhållen grön enhet, enligt denna princip. Tomterna bildar en grön enhet i mitten av kvarteret, eftersom husen följer gatans sträckning. Som jämförelse kan nämnas att då Äppelviken byggdes på 1910-talet placerades husen däremot på "lämpligaste" plats i terrängen. Att anpassa stadsplanen till den omgivande skogs- och naturmarken var då det nationalromantiska idealet.
Bland de viktigaste delarna i trädgårdsstaden var att det fanns träd och grönska. De större gatorna kantades vanligen av trädrader, som bildar en allé. Längs med Alviksvägen i Smedslätten planterades björkar i den gröna remsan mellan bilväg och gångväg. Vid Alviksvägen är husen placerade i gatulivet med trädgårdar på baksidan. Den svenska trädgårdsstaden skulle ha en sammanhållen bebyggelse, vara lagom tät och ha blandade boendeformer, småskalighet och ett varierat uttryck vad gäller gaturum och fasader. Det skulle vara enkelt att orientera sig i gatustrukturen och man skulle lätt kunna skilja på huvudgator och stråk. De offentliga platserna var en viktig del av trädgårdsstaden och man skulle skapa individuella och karaktärsfulla gator, platser och torg, som var kantade av träd och annan växtlighet.

## Historiska kartor

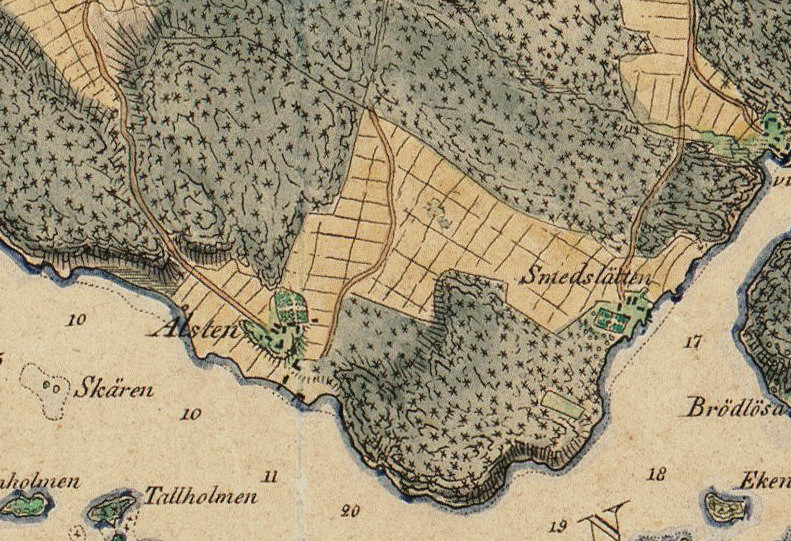
Ålsten och Smedslätten omkring 1815.
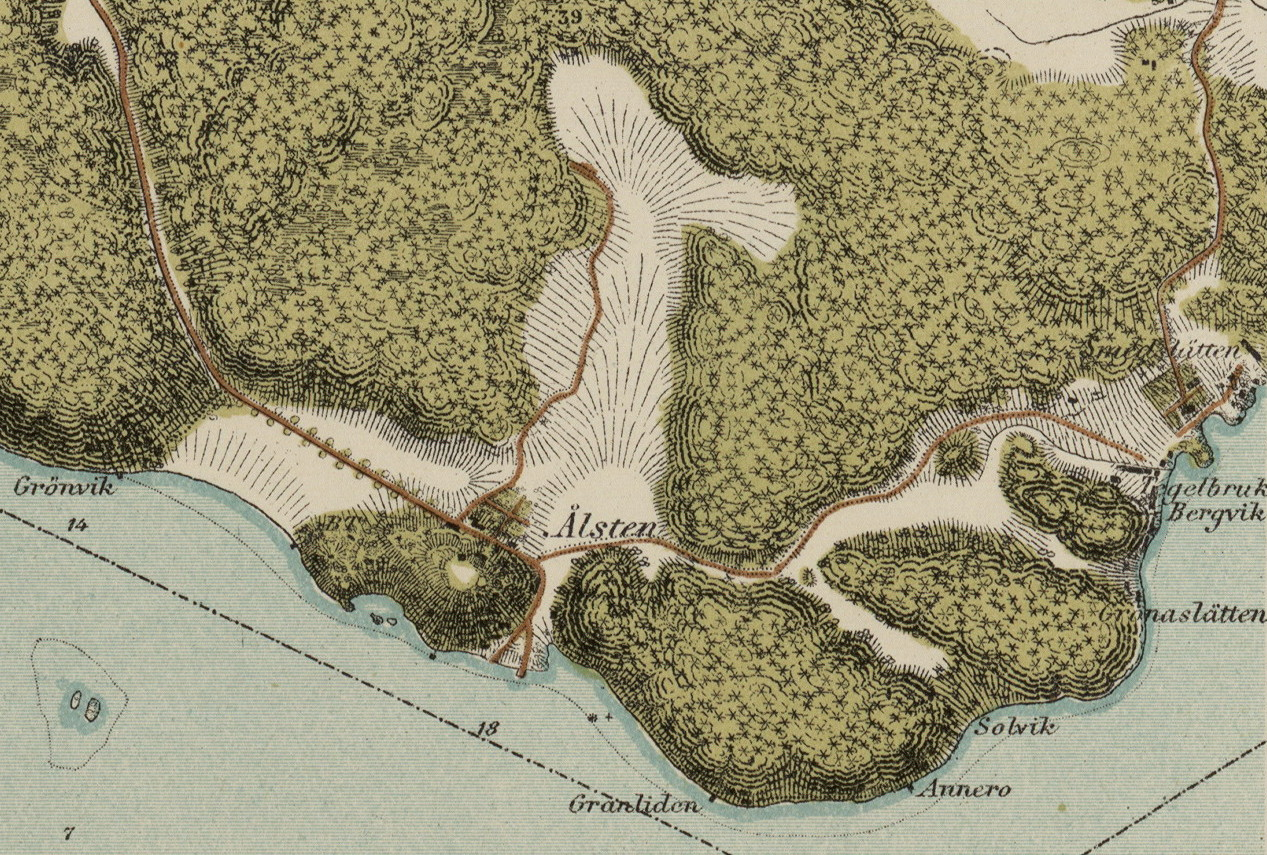
Ålsten och Smedslätten omkring 1860.
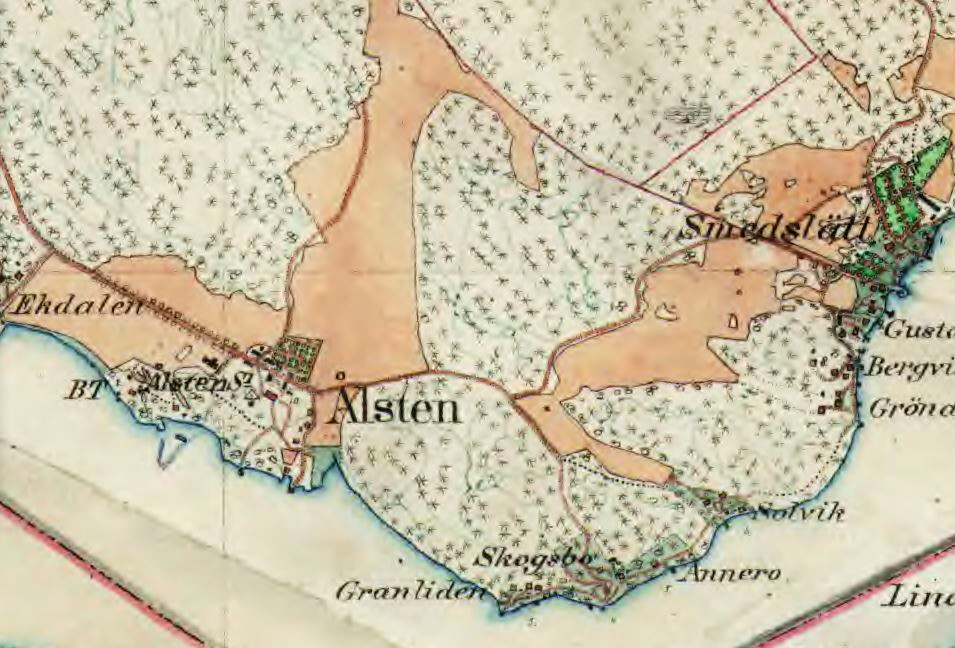
Ålsten och Smedslätten omkring 1900.
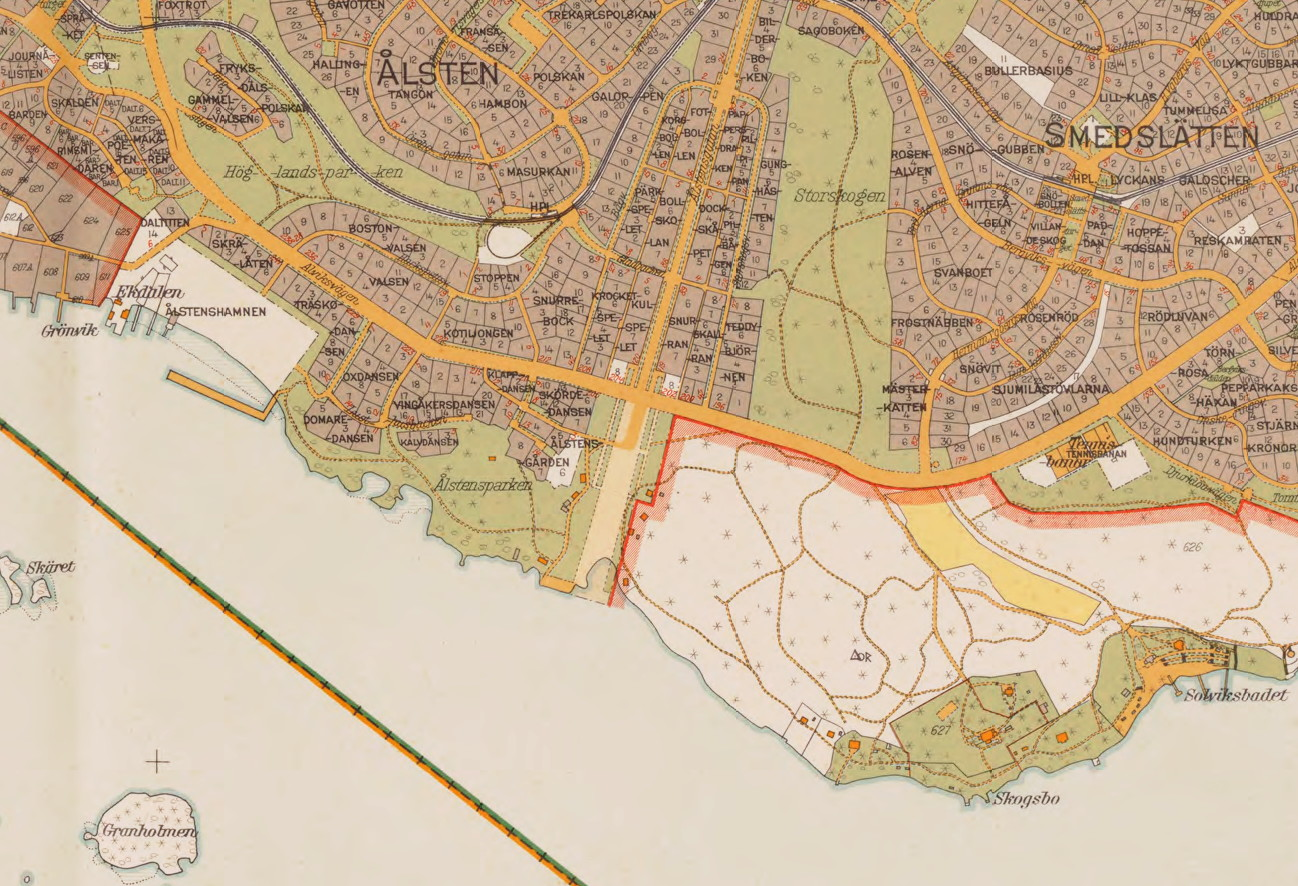
Ålsten och Smedslätten omkring 1930.

## Bebyggelse

### De första villorna i Smedslätten 1922-1924

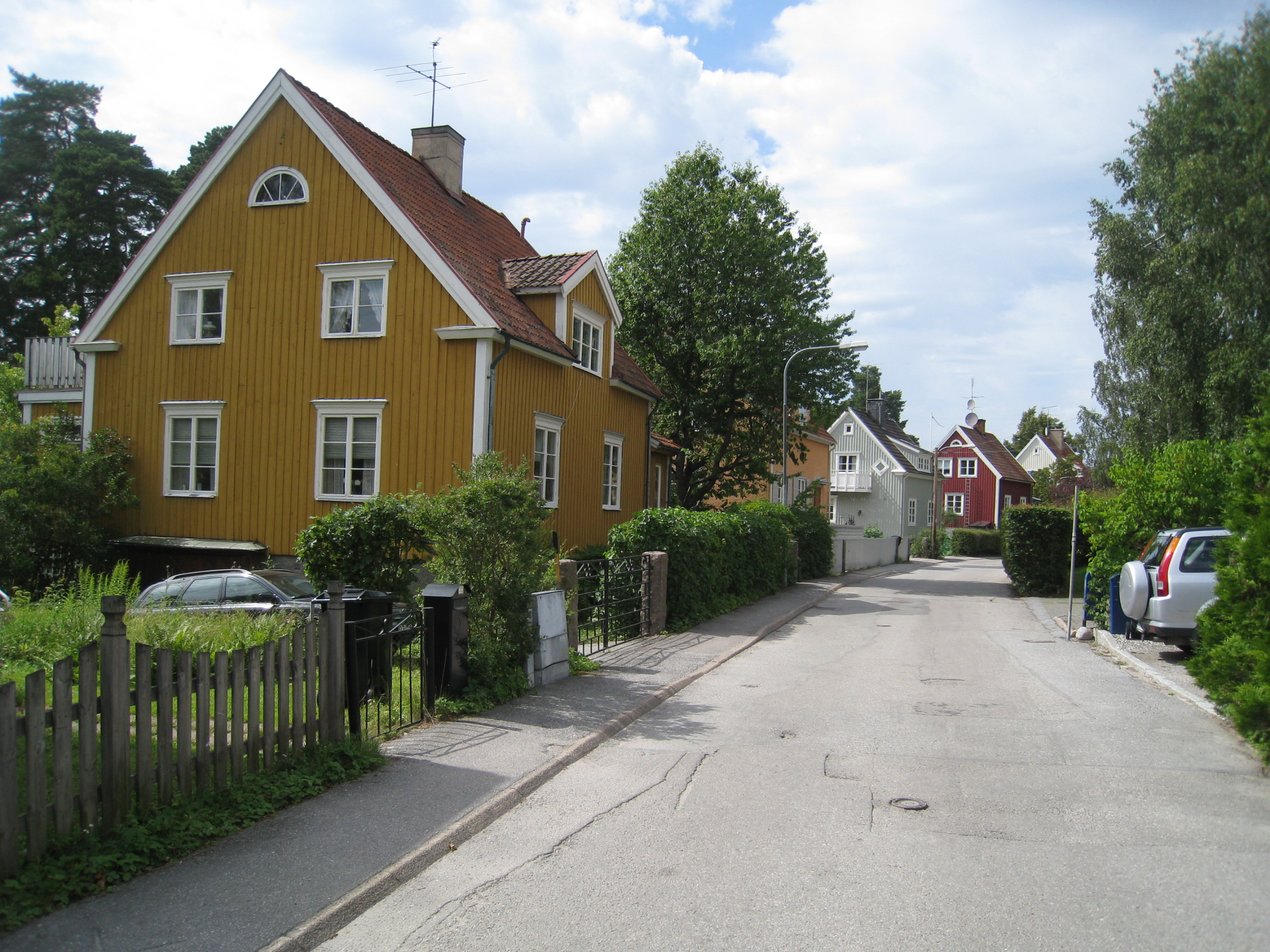
Villor på Asbjörnsens väg nära Smedslättstorget, byggda omkring 1923.

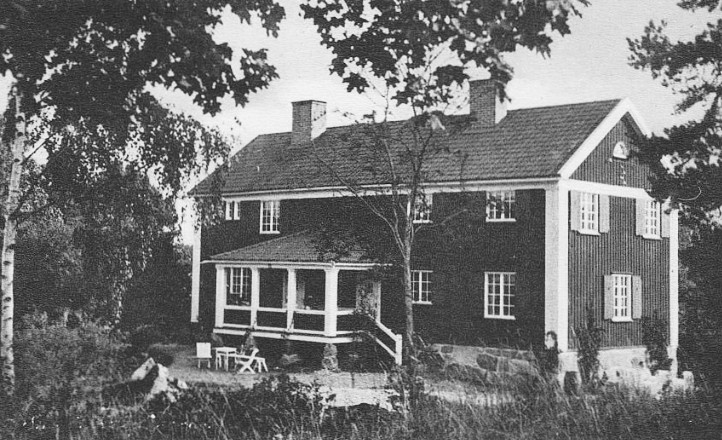
Typhuset Smedslättsgården från 1925, som tillverkades av AB Träkol i Vansbro, ett träföretag som tillverkade hus enligt det patenterade systemet, "System IBO". Typerna av stugor fick namn efter platser, där de första gången uppfördes. Några andra av dessa typstugor från Vansbrohus var Ålstensgården och Dalbo.

1922 köpte Stockholms stad en stor del av ytterdelen av Smedslättens gårds mark, den norra delen av området som skulle bebyggas med villor. Under åren efter 1922 uppfördes i Smedslätten ett trettiotal villor av monteringsfärdigt material, vilket senare blev regel för de så kallade småstugorna. Övriga delar av gårdens mark såldes senare för bebyggelse i privat regi. På delar av Smedslättens gårds ägor uppfördes Äppelviksskolan 1924. En lång rad villor och radhus började att byggas därefter på samma sätt som på övrig före detta gårdsmark i Bromma.
Smedslätten byggdes ut under 1920-talet med standardiserade och monteringsfärdiga villor. Ett tjugotal villor ritades av Stockholms stadsbyggnadskontors arkitekt Thure Bergentz. Under åren 1922-1924 ritade han 20 stycken typhus för Smedslätten. Husmodellen för typhusen var en ritning som var generellt utformad så att ett flertal hus skulle kunna byggas från samma ritning. Typhusen var tillverkade av AB Industribostäders Patenterade System, så kallade IBO-hus, som var prefabricerade hus av standardiserat och monteringsfärdigt material. Några av dessa tidiga typhusvillor finns kvar i sin ursprungliga utformning. I övrigt var det arkitekterna vid Egnahemsbyrån, Edvin Engström (1890-1971) och Gustaf Pettersson (1887-1925), som ritade flertalet av husen som uppfördes i Smedslätten. Gustaf Pettersson var anställd redan 1910 och Edvin Engström från och med 1913. Edvin Engström ritade sin egen villa på Igelkottsvägen 65 i Stora Mossen och lät år 1937 bygga villan åt sig själv.
Engström och Pettersson, som ritade många av villorna, var stadens egna arkitekter vid Stockholms stads lantegendomsnämnd. Edvin Engström var föreståndare för Egnahemsbyråns husbyggnadsavdelning och han hade tidigare ritat ett flertal hus i Gamla Enskede samt senare ritade han även funkishusen i Södra Ängby. I Äppelviken ritade Gustaf Pettersson och Edvin Engström nästan 100 villor vardera. Andra arkitekter var Gustaf Larson (1884-1962), Ragnar Larsson (1883-1956) och Folke Hedman. Liksom i Äppelviken ritades flertalet av husen i Ålsten av Edvin Engström eller Gustaf Pettersson från fastighetskontorets egnahemsbyrå, men även Björn Hedvall, Natanael Karlsson och Ernst Spolén ritade villor. I Äppelviken ritade Folke Hedman, som var både arkitekt och byggmästare, 1917 bland annat villan på Majvägen 20 i nationalromantisk stil. Många villor är formgivna av byggmästaren, men även dessa hus följer tidens stil. I Smedslätten ritade arkitekten Gustaf Pettersson villor, bland annat vid Linneaparken. I Äppelviken hade han 1917-1922 ritat villor på bland annat Korsvägen, Dalstigen, Klövervägen, Sagostigen, Alviksvägen och Rundavägen. 1920 ritade Gustaf Pettersson biografbyggnaden Bromma-Teatern i Alvik tillsammans med Sven Erik Lundqvist (1885-1963).
1922 uppläts tomter till en enskild förening av stadens tjänstemän för att de skulle bygga standardiserade och monteringsfärdiga bostadshus, så kallade IBO-hus, AB Industribostäder i Stockholm. Det var "AB Träkols monteringsfärdiga Bostadshus enligt AB Industribostäders Patenterade System", som tillverkades av AB Träkols Fabriker Vansbro i Dalarna. AB Träkol i Vansbro började producera och sälja systemet 1920 och AB Industribostäder i Stockholm hade konstruerat det patenterade systemet för trähus. På stora områden i Stockholms Trädgårdsstäder fick AB Träkol sina hus uppförda. De hade nära samarbete med Stockholms stad, Fastighetskontorets stadsplaneavdelning och Husbyggnadsavdelningen. Terrängen i Smedslätten var kraftigt kuperad med slingrande gator och oregelbundna kvartersbildningar. Redan 1922 byggdes de första villorna i Smedslätten och även hyres- och affärshusen vid Smedslättstorget började byggas det året. Monteringsfärdiga byggelement användes för ett trettiotal av villorna, som uppfördes under åren härefter. För de så kallade småstugorna blev monteringsfärdiga element regel. Tomtarealen för villorna blev mindre än i Äppelviken, men tomträttsavgälden blev densamma.

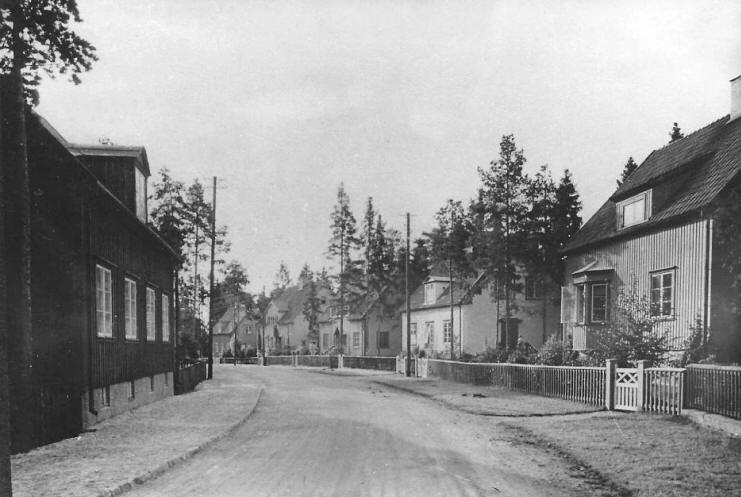
Bergviksvägen 58 till vänster vid korsningen Bröderna Grimms väg 7, vy från väster mot öster, foto från 1920-talet.
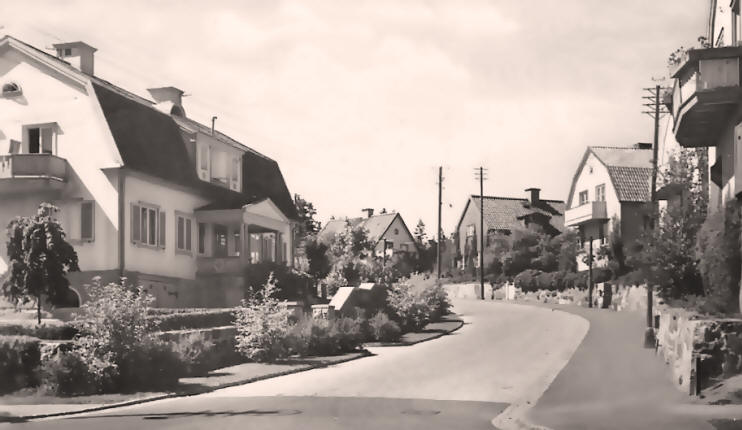
Bergviksvägen 31, vy från Alviksvägen, foto från 1930-talet.

### Smedslättstorget började byggas 1922

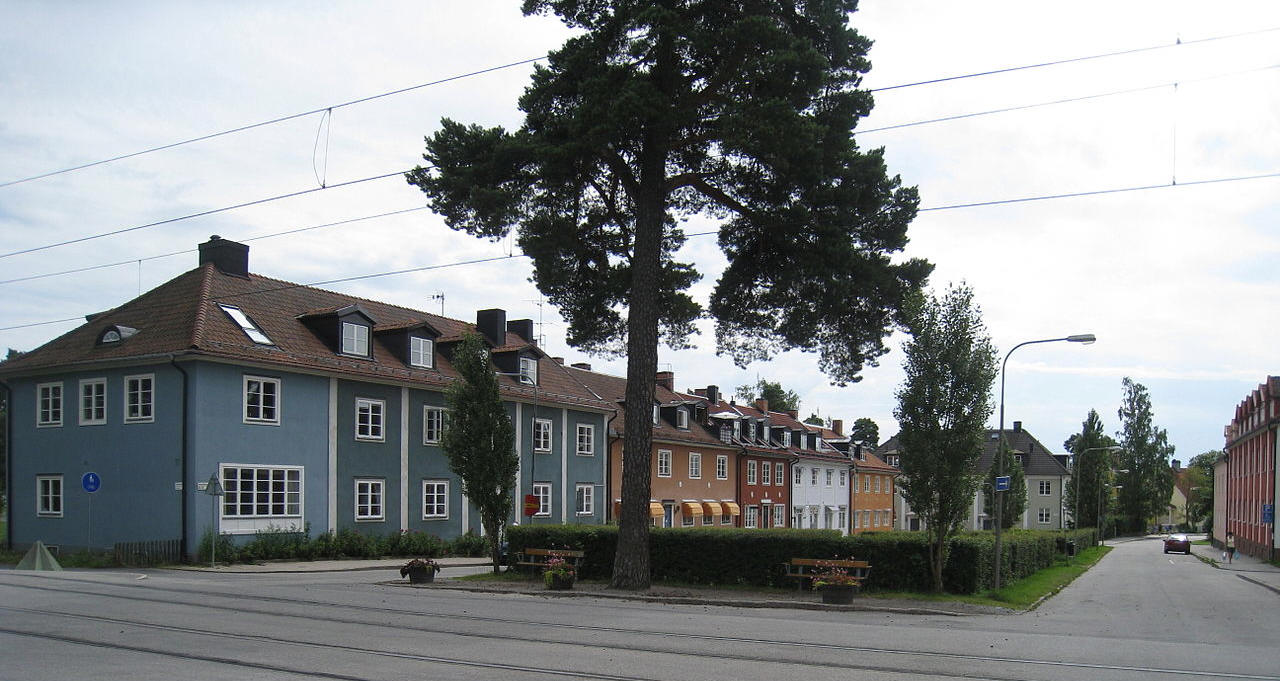
Smedslättstorget började byggas 1922.

Stadsdelscentrum i Smedslätten var Smedslättstorget och det var alldeles nytt i början av 1920-talet. Hyreshusen och affärshusen vid Smedslättstorget började byggas 1922. Under årens lopp har Smedslättstorget förlorat många av sina affärer, men torget har ännu karaktären av ett idylliskt småstadstorg. I flerbostadshusen vid Smedslättstorget fanns runt hela torget ursprungligen butiker och affärslokaler, men de har numera försvunnit och ersatts av bostäder och en del kontor. Där fanns två livsmedelsaffärer, två mjölkbutiker, fiskaffär, färghandel, parfymaffär och tobaksaffär, ett lokalt känt konditori, frisör, frisersalong, blomsterhandel och skomakeri samt dessutom postkontor och taxistation. Miljön vid Smedslättstorget utgör, enligt Stockholms stadsmuseum, en kulturmiljö av särskilt bevarandevärde. Enligt arkitekturprofessorn Johan Rådberg illustrerar torget det ideala trädgårdsstadstorget.

### Villan på Bergviksvägen 37

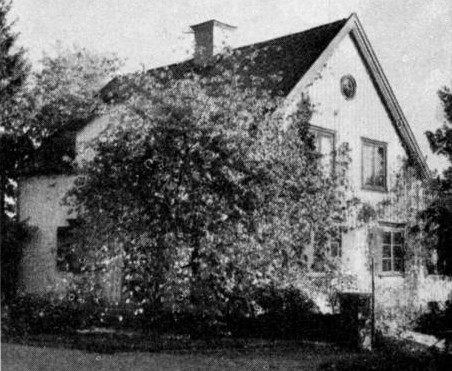
Fastighetsdirektör Axel Dahlbergs villa på Bergviksvägen 37 i Smedslätten byggdes 1922. Arkitekt var Thure Bergentz.

Thure Bergentz var arkitekt för en villa på Bergviksvägen 37 i Smedslätten. Det var villan, som år 1922 byggdes till hans gode vän fastighetsdirektör Axel Dahlberg. Ägare till villan var Axel Dahlberg och han lät själv bygga villan i trä med AB Träkol i Vansbro som entreprenör. AB Träkol var ett sågverk i Vansbro. Försäljningschefen vid AB Träkol, Erik Eriksson, bodde i mitten på 1920-talet på Urbergsvägen 16 i Ålsten i Bromma, och hans hus var ett av de första husen som sattes upp. Axel Dahlbergs villa hade en yta om cirka 110 kvadratmeter och tomtytan var 890 kvadratmeter. Huset var på 6 rum, 2 hallar, jungfrukammare och kök. Axel Dahlbergs villa ingick i en grupp av 20 hus som byggdes i Smedslätten av Stockholms stads tjänstemän i Smedslätten, och var det första storbygget av monteringsfärdiga hus, så kallade IBO-hus. IBO-husen från AB Industribostäder var bostadshus, som var prefabricerade och av standardiserade och monteringsfärdigt byggnadsmaterial. Åren 1933-1945 var Axel Dahlberg fastighetsdirektör för Fastighetskontorets stadsplaneavdelning.

### 12:ans spårvagn till Smedslätten 1923

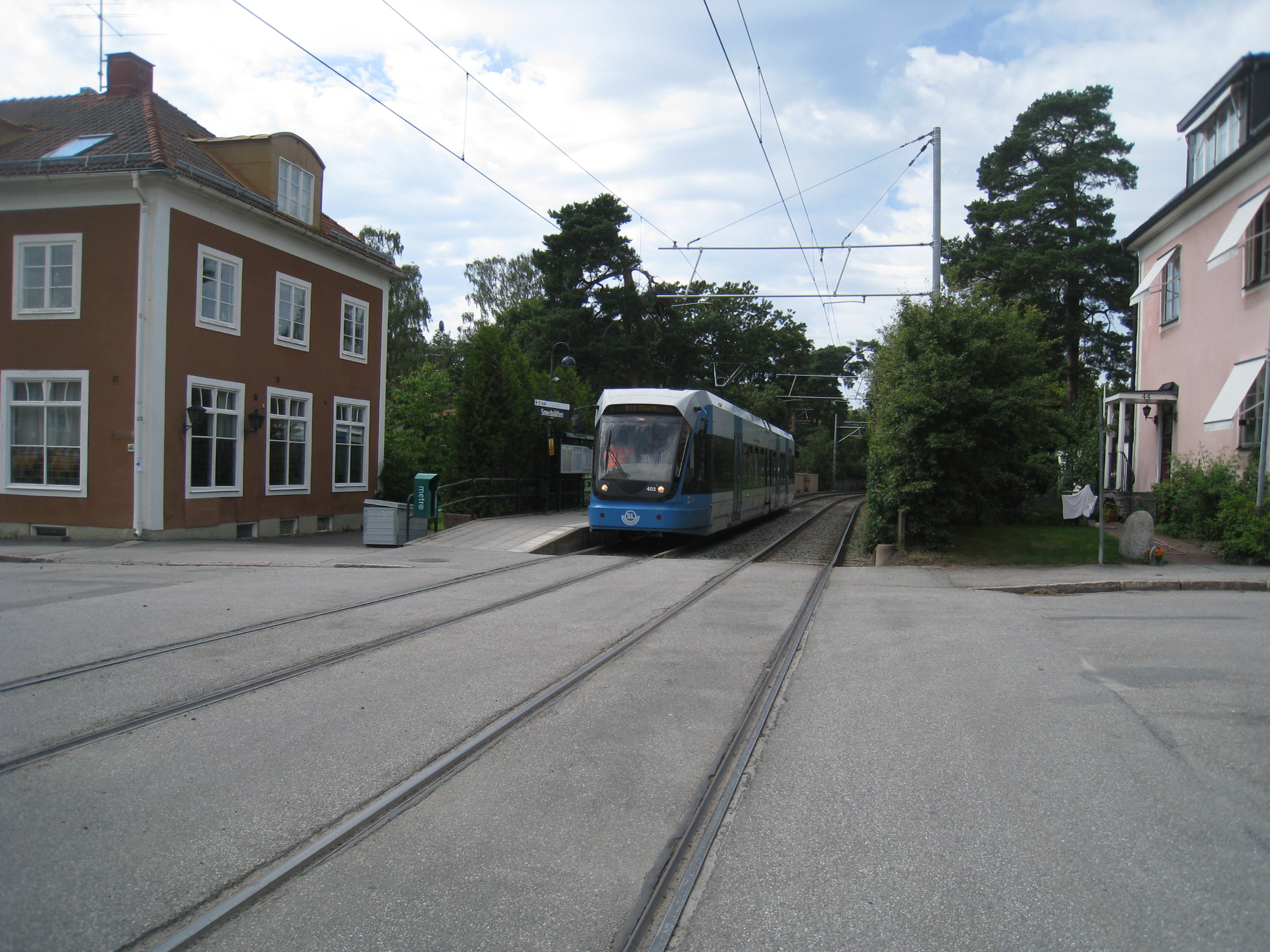
Smedslättens spårvagnshållplats, foto 2012.

1914 blev spårvägen färdig från Tegelbacken till Alvik och hösten 1919 började spårvägen med Nockebybanan nummer 12 att trafikera till Alléparken.
Den 1 oktober 1923 förlängdes 12:ans spårvägspår till Smedslätten. 1923 vände tolvans spårväg, spårvägen som senare skulle bli Nockebybanan, vid Smedslätten, men därmed kunde exploateringen ändå sättas igång. Området började bebyggas under början av 1920-talet. Ett år senare, 1924, förlängdes spårvägslinjen till Ålstens gårds spårvagnshållplats. Avståndet till Alvik är 2,2 kilometer från hållplatsen Smedslätten.
Inte bara villor byggdes, man satsade även på idrottsanläggningar. År 1923, då spårvägen hade byggts till Smedslätten, spelade man tennis på två banor vid Västerledstorget. 1914 hade Äppelvikens Tennisklubb bildats och den hade sin första spelplats vid Äppelvikstorget vid Alléparken i Äppelviken. I början av 1930-talet flyttades återigen verksamheten och man byggde då Smedslättens tennisbanor för Smedslättens Lawn Tennisklubb vid till sin nuvarande adress, på Alviksvägen 161 i korsningen av Alviksvägen och Djurklouvägen. Det var då bara en utomhusanläggning med fem grusbanor, men 2011 byggdes där Smedslättens tennishall, en ny fin tennishall.

### Smedslättsskolan byggdes 1923 och Äppelviksskolan 1924
Smedslättsskolan på Drömstigen 32–36 är troligen mest känd som den skola där kungabarnen gick under sina första skolår. 1923 byggde man en liten villa, som innehöll två klassrum och ett lärarinnerum. Det var den första skolan i Smedslätten. Skolan byggdes till flera gånger, bland annat 1936. Smedslättsskolan var Brommas äldsta privatskola i Brommas skolhistoria. Den hette då Äppelvikens privata elementarskola och byggdes som en flickskola 1923. Idag är Smedslättsskolan en kommunal grundskola med undervisning från förskoleklass och årskurerna 1, 2, 3, 4 och 5.
Äppelviksskolan byggdes, som ovan nämnts, ett år senare, 1924, som en folkskola vid Alviksvägen 97 där barnen från Äppelviken fick dela skola med smedslättsbarnen. Norra delen av Smedslättens gårds område inköptes av Stockholms stad 1922 Magna Sunnerdahl, som ägde Smedslättens gård, för att kunna bygga Äppelviksskolan. En ny och större skola byggdes 1941-1942. Arkitekter var Paul Hedqvist och Stig Ödeen. Smedslättens folkskola, det vill säga nuvarande Äppelviksskolan, uppfördes 1924 efter ritningar av arkitekt Georg A. Nilsson (1871–1949). Georg A. Nilsson var också arkitekt till Tornskolan, som tillhör Alviksskolan i Bromma och som byggdes 1925. När den nuvarande Äppelviksskolan uppfördes 1941 byggdes den östra flygeln av folkskolan in i den nya skolbyggnaden, ritad av arkitekten Paul Hedqvist. Äppelviksskolan är idag en kommunal grundskola med undervisning i årskurserna 6, 7, 8 och 9.

### Vägarnas namn

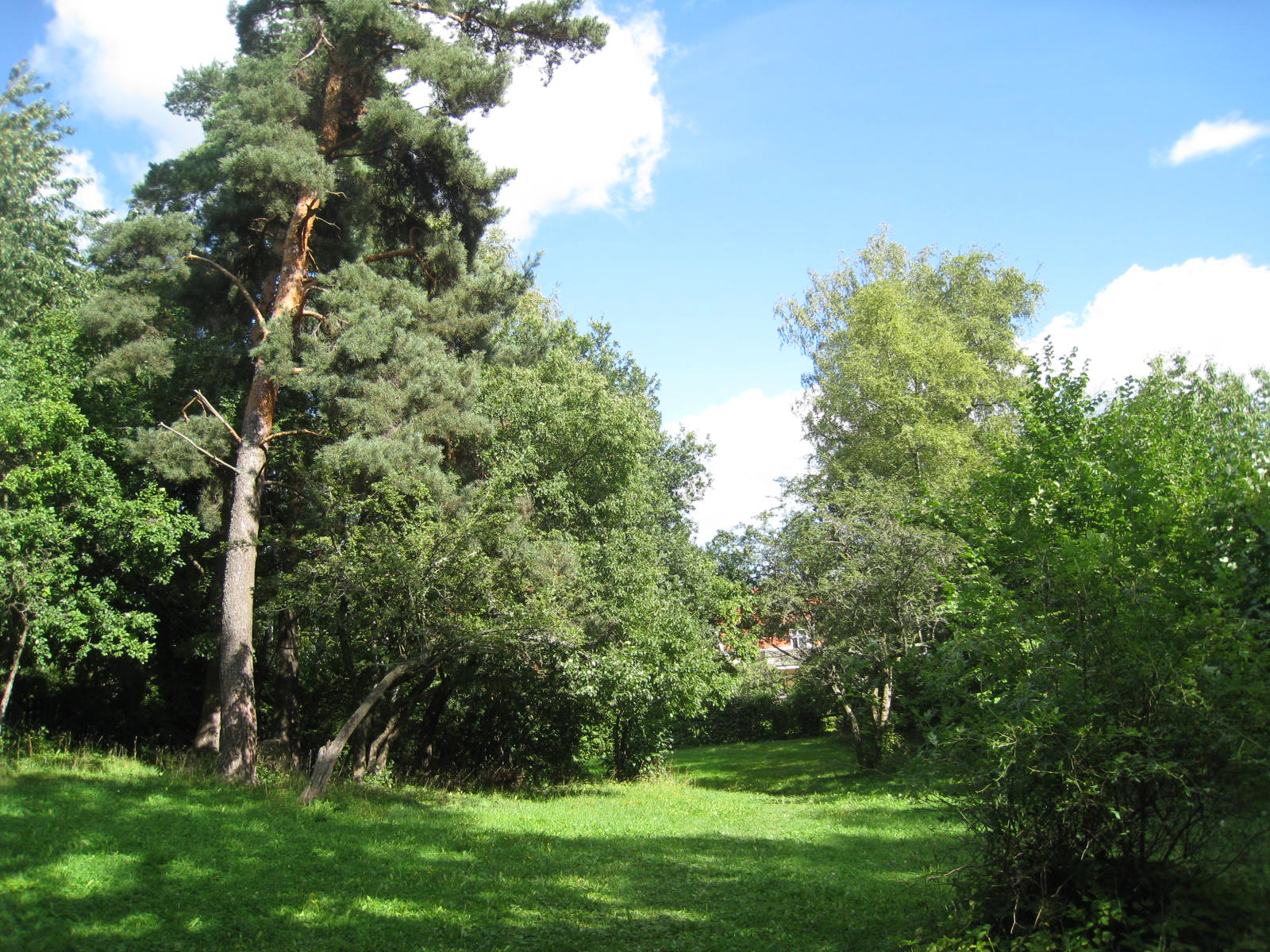
Bergviksdälden.

Linnéaparken fick sitt namn redan 1916. 26 vägar, parker och platser i Smedslätten fick sina namn 1924. Vid namnsättningen har man förutom namn med lokal anknytning använt några ur kategorin "lantliga motiv", men den dominerande kategorin i Smedslätten är "sagovärlden" med namn efter sagodiktare och sagofigurer. Vägarna inom Smedslättens område som fick sina namn 1924 är Aladdinsvägen, Andersens väg, Asbjörnsens Väg, Bergviksdälden, Bergviksvägen, Bröderna Grimms Väg, Djurklouvägen, Dryadbacken, Drömstigen, Dvärgstigen, Flädermorsbacken, Fågelsmygen, Fåglalåten, Herman Ygbergs Väg, Huldrestigen, Kämpakumlet, Lunkentusvägen, Mickel Rävs Stig, Smedslättstorget, Smedslättsvägen, Storskogen, Sunnerdahlsvägen, Topeliusvägen, Trollberget, Trollstigen och Önskeringsvägen. Därefter fick följande vägar sina namn: Drömdungen fick sitt namn 1928 och Solviksvägen 1934. 1939 tillkom Havsfruvägen, Snövitsvägen, Strömkarlsvägen och Jättestigen och 1961 tillkom ytterligare det nybyggda Sunnerdahlsplan och Skogsfrugränd. Alviksvägen gränsar hela vägen utefter det Sunnerdahlska området.

#### Herman Ygbergs väg

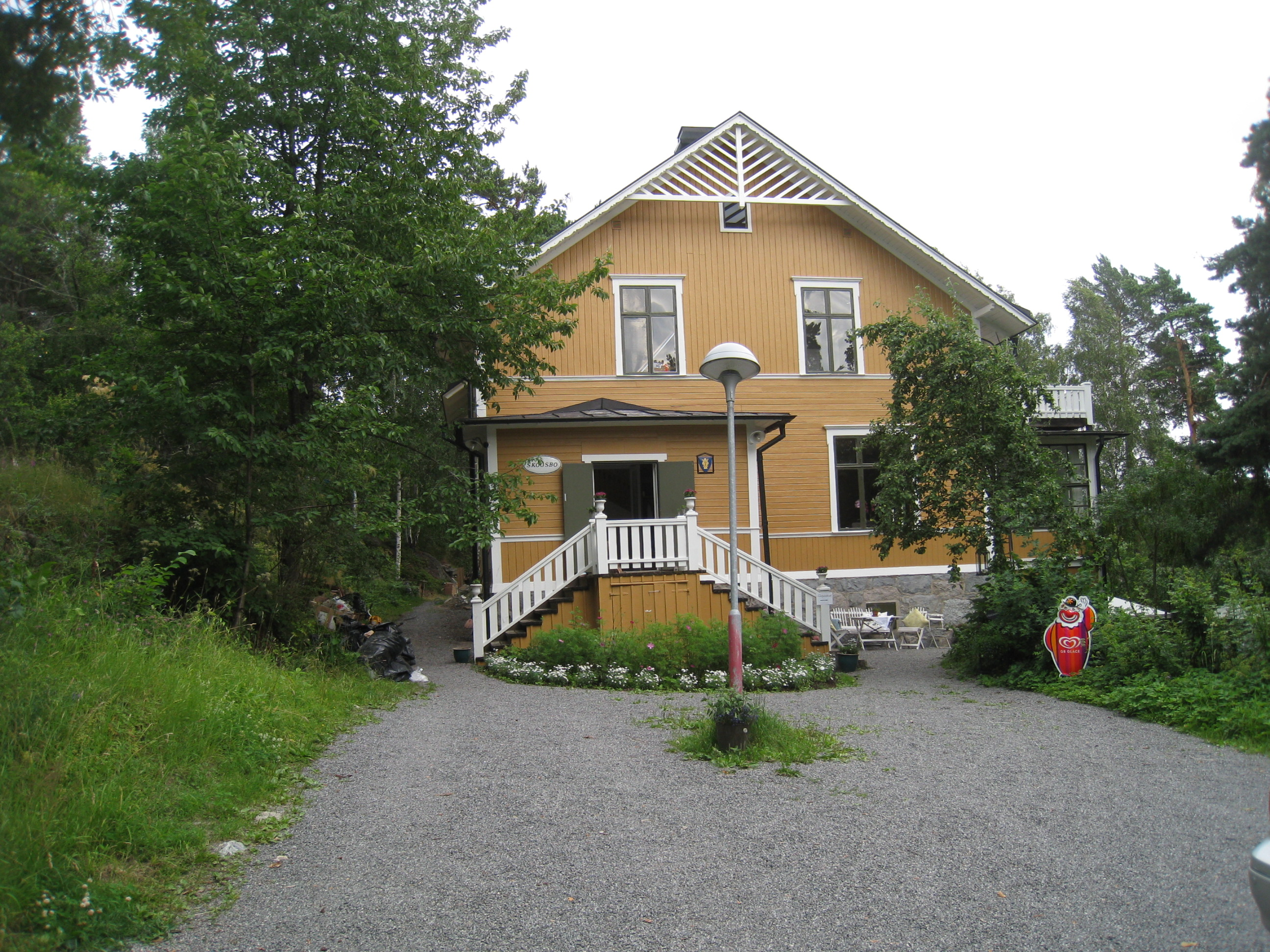
Villa Skogsbo i Ålstensskogen nära Mälaren i Smedslättens område.

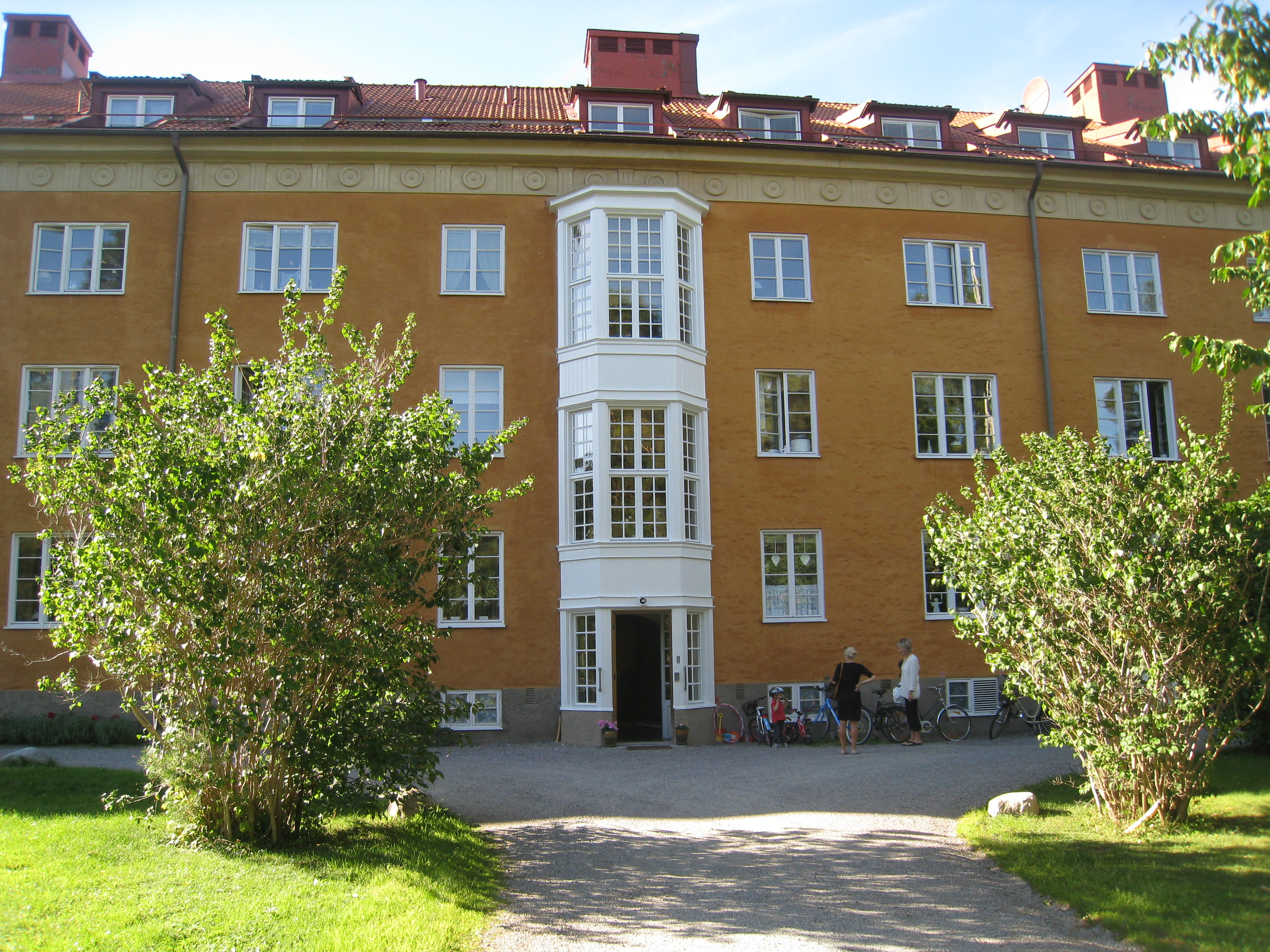
Lärarinnehemmet Tennhjärtat på Herman Ygbergs väg 2-10.

Stadsingenjören Herman Ygberg (1844–1917) hedrades 1924, några år efter sin död, med en väg som döptes efter honom. Ygberg kom att spela en utomordentligt viktig roll för utformningen och genomförandet av stadens markpolitik. När staden 1905 hade köpt Ålsten undantog man området, fastigheten Skogsbo i Ålstensskogen, men inom Smedslättens gränser. Herman Ygberg förvärvade detta område i Smedslätten till sig själv och sin familj. Den stora gula trävillan med utsikt över Mälaren blev inflyttningsklar 1911. Han bodde i Villa Skogsbo, idag med adress Ålstens Skogsväg 14 i Smedslätten, efter sin pensionering till sin död 1917.
På initiativ av folkskollärarinnan Emelie Andersson byggdes 1926 Lärarinnehemmet Tennhjärtat, i Kvarteret Tennhjärtat på Herman Ygbergs väg 2-10. Den monumentala byggnaden ligger i Smedslätten i backen uppför Herman Ygbergs väg mot Smedslättstorget, men på gränsen till Äppelviken. Lärarinnehemmet uppfördes för pensionerade lärarinnor från stadens folkskolor av HSB efter ritningar av arkitekt Sven Wallander.

#### Sunnerdahlsvägen
Sunnerdahlsvägen fick sitt namn efter släkten Sunnerdahl som i några generationer ägde Smedslättens gård. Den första ägaren var änkefru brukspatronessan Hedvig Charlotta Sunnerdahl (1802-1879), som hade köpt stället 1856. Charlotta Sunnerdahl flyttade 1858 till Stockholm, där hennes son hade etablerat sig som handlande. Hon använde gården som sommarbostad. Gården genomgick då en omfattande restaurering. Som ägare efter henne följde sonen, grosshandlaren och brukspatronen Anders Emil Peter Sunnerdahl (1826-1908), som ärvde gården 1879. Han var rikt gift och ekonomiskt framgångsrik. Efter Emil Sunnerdahls död 1908 blev dottern Magna Sunnerdahl (1863-1935) ensam ägare av gården och familjens stora ekonomiska tillgångar. Gården beboddes sommartid av fröken Magna Sunnerdahl. Hon blev bland annat känd för att hon gjorde flera donationer, till exempel till en stiftelse för skötsam ungdom, till internatskolor och till uppförandet av Kristallen, som består av fem bostadshus på Södermalm för barnrika familjer. Hon gav Skansen medel att förvärva Seglora kyrka.

### Bebyggelsen 1939–1940

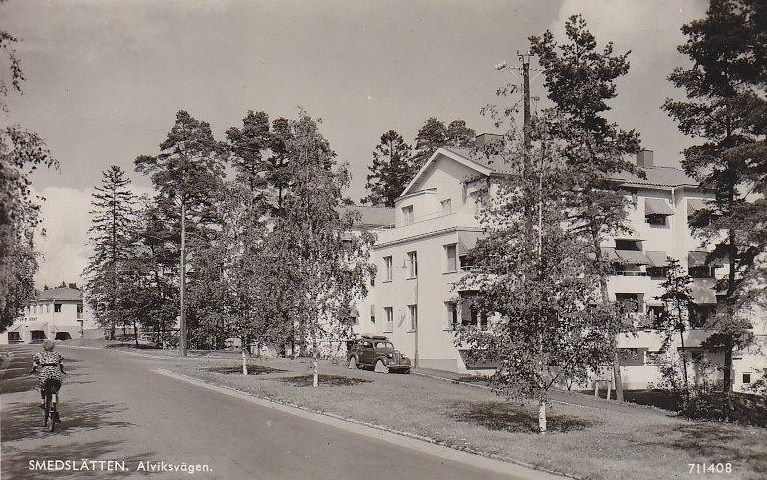
Alviksvägen på 1940-talet, i fonden syns husen vid Snövitsvägen.

Norra delen av Smedslättens gårds område inköptes av Stockholms stad 1922 för att kunna bygga Äppelviksskolan. Därmed började Smedslättens område bebyggas i början på 1920-talet. Stadsdelen bildades 1926 och har varit oförändrad till gränserna sedan dess. Ett undantag finns här bara, det är att Borgberget tillhörde Smedslättens område fram till 1950. En del av Sunnerdahlska området såldes av Magna Sunnerdahls sterbhus något år efter hennes död till privata byggmästare, som började bygga hyreshusen och radhusen längs Havsfruvägen på det Sunnerdahlska områdets norra del, alltså kring Snövitsvägen närmast Smedslättsdälden. De började byggas 1938. Så kom andra världskriget och byggnadsverksamheten avbröts. Man hade då hunnit söderut ungefär till Havsfruvägen. Det är också på denna del av området, där Äppelviksskolan ligger. Det skulle dröja mer än 20 år, till år 1962, innan byggnadsverksamheten återupptogs. Under tiden hade byggmästare Lundberg blivit ägare till resten av Sunnerdahlsområdet. Denna del av gården, den södra delen, inköptes på 1950-talet av byggmästare Lars Erik Lundberg på L E Lundbergföretagen, som åren 1961-1965 uppförde ett påkostat radhusområde efter ritningar av Höjer & Ljungqvist. Sture Ljungqvist bodde själv i ett av radhusen. Mangårdsbyggnaden kom i stadens ägo men förföll under flera decennier. Sedan 1960-talet har huset hyrts ut som kontor. Fastigheten såldes 2012 till en bostadsrättsförening med tre lägenheter.
Vid Alviksvägen, den norra delen, i Smedslätten byggdes trevånings flerfamiljs hyreshus åren 1938-1940. Det var husen kring Jättestigen, Snövitsvägen, Strömkarlsvägen och Havsfruvägen. Husen ligger i kvarteren Hobergsgubben, Guldfågeln, Fågel Blå, Glasberget, Kullamannen och Svanjungfrun. På andra sidan Alviksvägen ligger friliggande bostadshus i två våningar.
På det garage som ursprungligen uppfördes 1939-1940 vid Jättestigen 1 i kvarteret Guldfågeln i Smedslätten har under åren 2013-2014 byggts en ny fastighet i fem våningar med 18 bostadsrättslägenheter med inflyttning i början av september 2014. Området ligger precis söder om Äppelviksskolan. Ett trettiotal parkeringsplatser byggdes också i närliggande garage. Huset är ritat av Waldemarson Berglund Arkitekter AB.

### Bebyggelsen 1962–1964

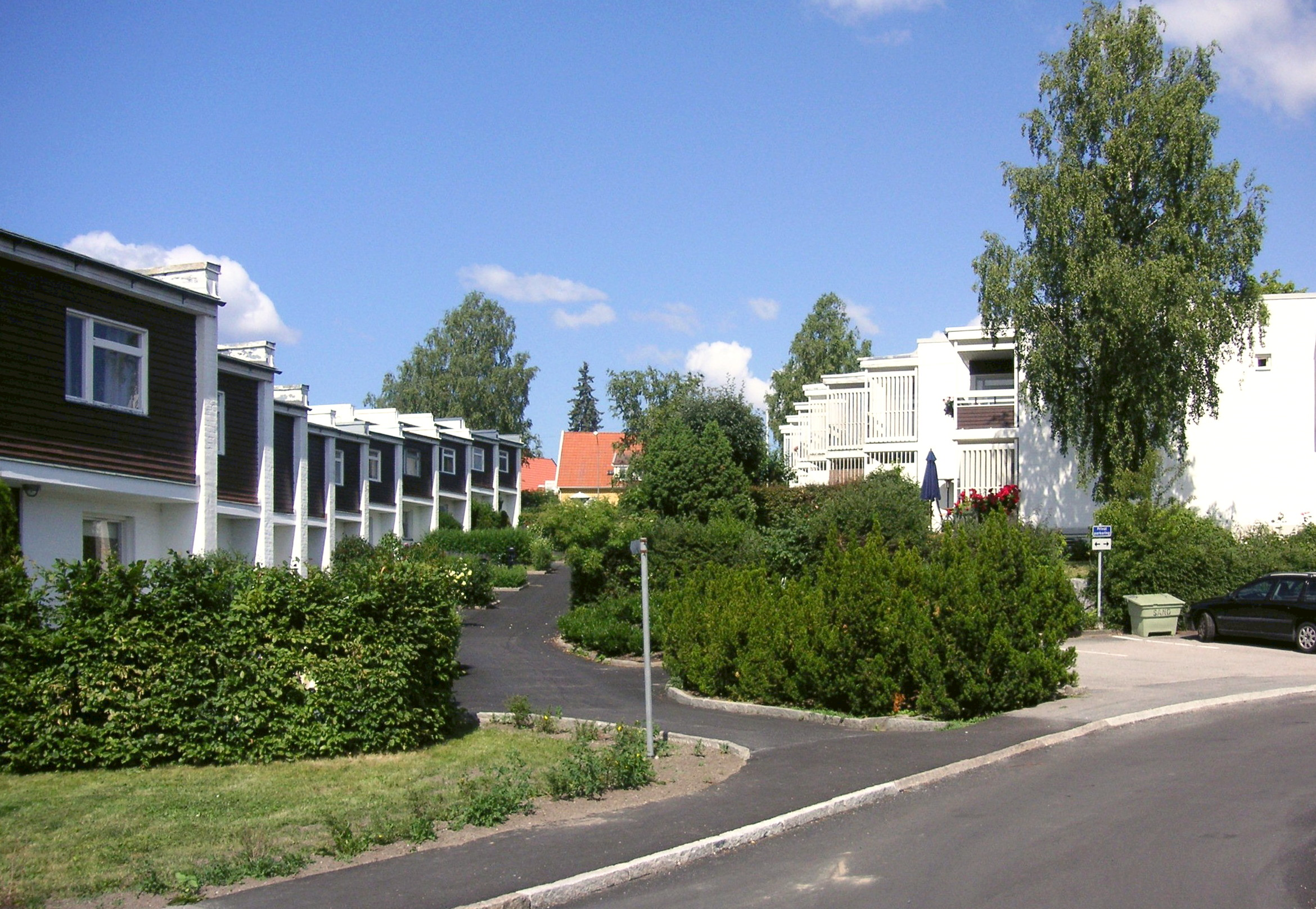
Strömkarlsvägen, radhus från 1960-talet.

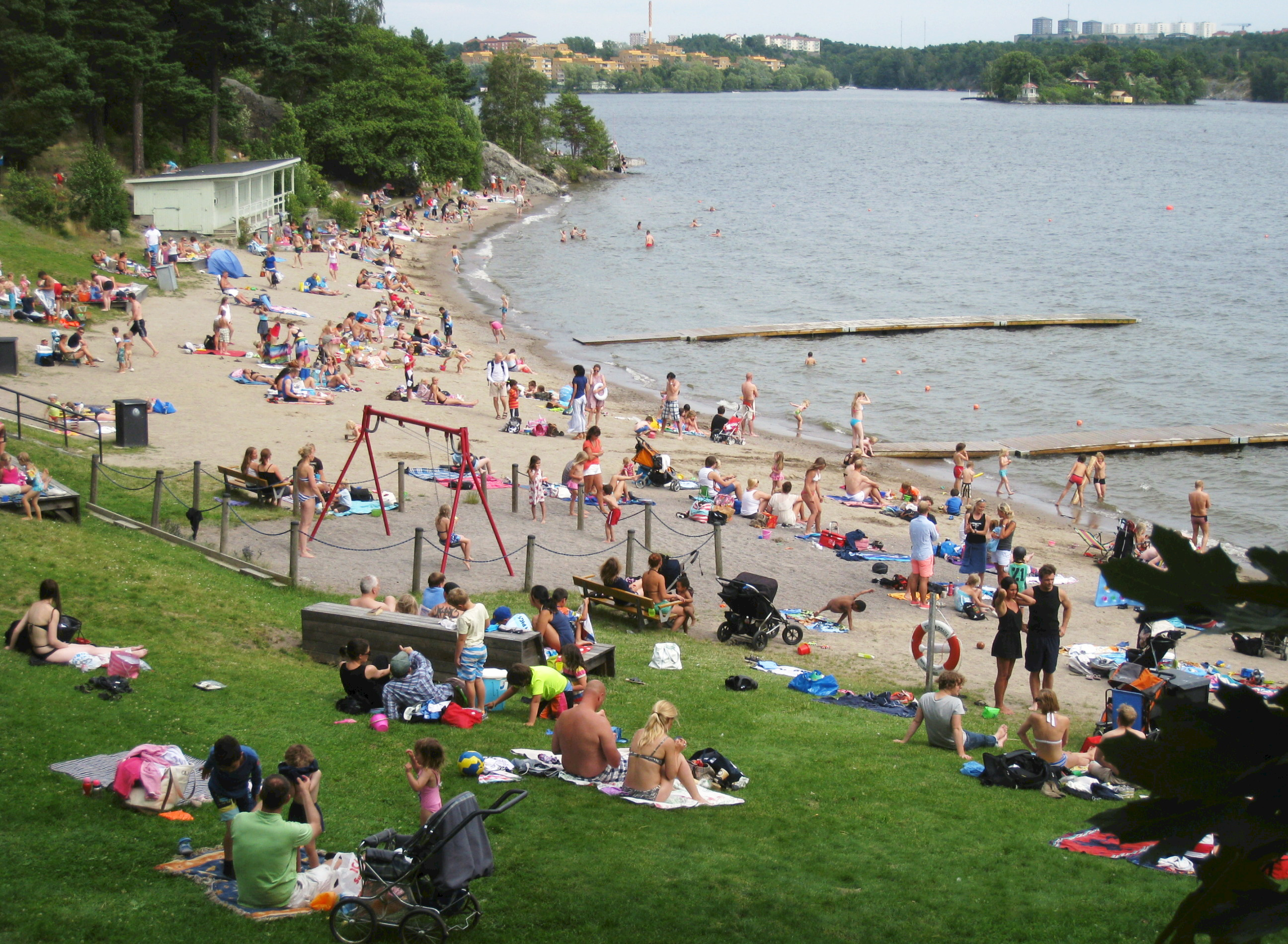
Solviksbadet i Smedslätten öppnade 1925.

Södra delen av Smedslättens gårds område, som utgör Brommas och Västerorts sydligaste udde, fick vara obebyggd och rymmer Solviksängen och Solviksbadet, som öppnades 1925, med motionscentral och mycket frekventerade motionsspår. Solviksbadet ligger inom Smedslättens område, var då det första mera ordnade gemensamhetsbadet i Stockholm. Från början var det en liten sandstrand. Solviksbadet blev officiellt bad 1929. Innan man kommer fram till badet från Alviksvägen passerar man Solviksängen.
Stadsdelens centrum är Smedslättstorget. Under årens lopp har Smedslättstorget förlorat sina affärer, men torget ger fortfarande intrycket av ett idylliskt småstadstorg. Sydöstra delen av Smedslättens gårds område inköptes privat på 1950-talet och där, på Skogsfrugränd och Flädermorsbacken söder om Alviksvägen, uppfördes 83 radhus av hög klass under åren 1962–1964. Det område som ligger omkring själva Smedslättens gård, som fortfarande finns kvar på Skogsfrugränd 17-19, bebyggdes under åren 1962–1964 med 83 radhusvillor. Arkitekter till de radhusen var Jon Höjer och Sture Ljungqvist på arkitektkontoret Höjer & Ljungqvist. Husen ansågs mycket lyxiga. Byggmästare Lundberg satte igång byggnationen år 1961 och 1964 var området fullbyggt. Radhusen står på fri och egen grund. Dessutom uppfördes ett affärshus, ICA Smelivs, och några hyreshus i området kring Sunnerdahlsplan (1961).
Under 1962 färdigbyggdes området närmast Bergviksvägen med 33 fastigheter av kedje- och radhustyp. 1963 byggdes på området nere vid Mälaren 15 villor (radhus) om 7–8 rum och en våningsyta av 225 m². Mot sjön har husen tre våningar. I en andra rad litet längre upp byggdes nio kedjehus, något mindre. 155 m² yta och 5 rum och kök. Ett 30-tal radhus har en lägenhetsyta på cirka 150 m² och källaryta på 70 m². Till varje fastighet hör en trädgård på 200–250 m². Bostäderna på Smedslättsområdet ligger på fri och egen grund. Någon tomträttsavgäld behöver man inte räkna med. Tredje etappen omfattade 19 villor i själva centrum av trädgårdsområdet, nära den gamla herrgårdsbyggnaden. Smedslättsområdet blev färdigt hösten 1963 och sista omgången hösten 1964. Dessutom har man i östligaste delen av området byggt två hyreshus, det ena på 7 våningar, som rymmer 26 bostäder, och det andra på 5 våningar, som rymmer 18 bostäder. Bostäderna är från 1 rum och kök. Dessutom finns gott om kontorsutrymmen. Dessa två högre punkthus markerade huvudentrén till området. Där ligger Sunnerdahlsplan med butiker. 
Radhusvillorna är åtskilda av framspringande betongskivor, i grupper om 4–10 stycken och följer mjuka parkvägar ner mot den öppna och idylliska parken vid Mälaren. Biltrafiken hålls borta från bostadskvarteret, istället finns det centralgarage. Garage finns till alla byggnader, men några ägare har gjort om garagen till bostadsrum. Den gamla gårdsallén finns kvar, en genväg till manbyggnaden, som fortfarande utgör områdets medelpunkt. På Bergviksvägen nere vid vattnet finns Bergviksvarvet, en båtklubb med uppläggningsplatser. 

## Demografi
Den 31 december 2021 hade stadsdelen 2 610 invånare, varav 12,0 procent med utländsk bakgrund. Av de med utländsk bakgrund hade 64,7 procent sitt ursprung i Europa, och 18,2 procent i Asien. Medelinkomsten bland inkomsttagare år 2020 låg över medlet för Stockholms stad.

## Bilder

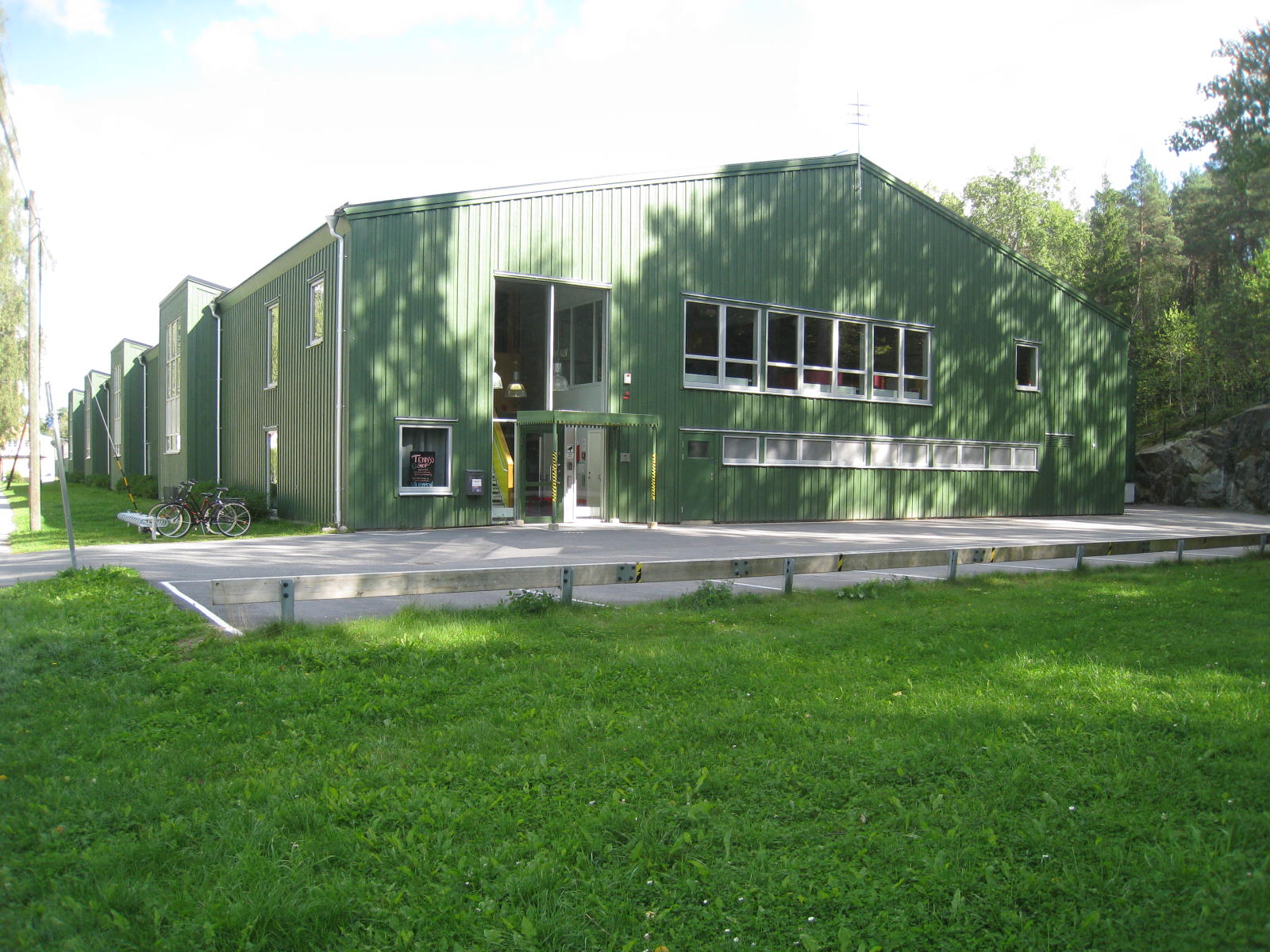
Smedslättens tennishall på Alviksvägen 161 invigdes 2011.
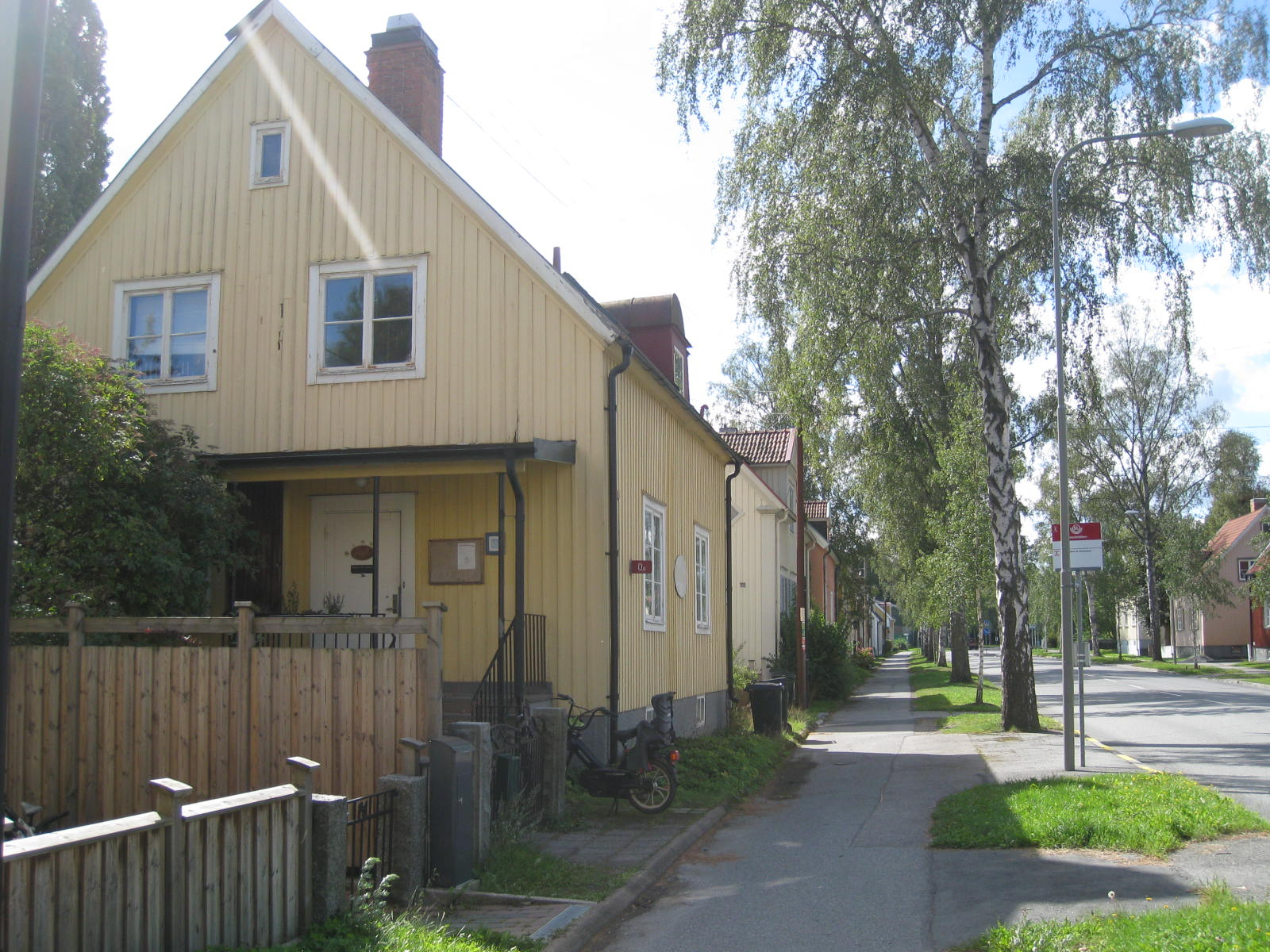
Gula Villan, Alviksvägen 143, Smedslättens lekskola.
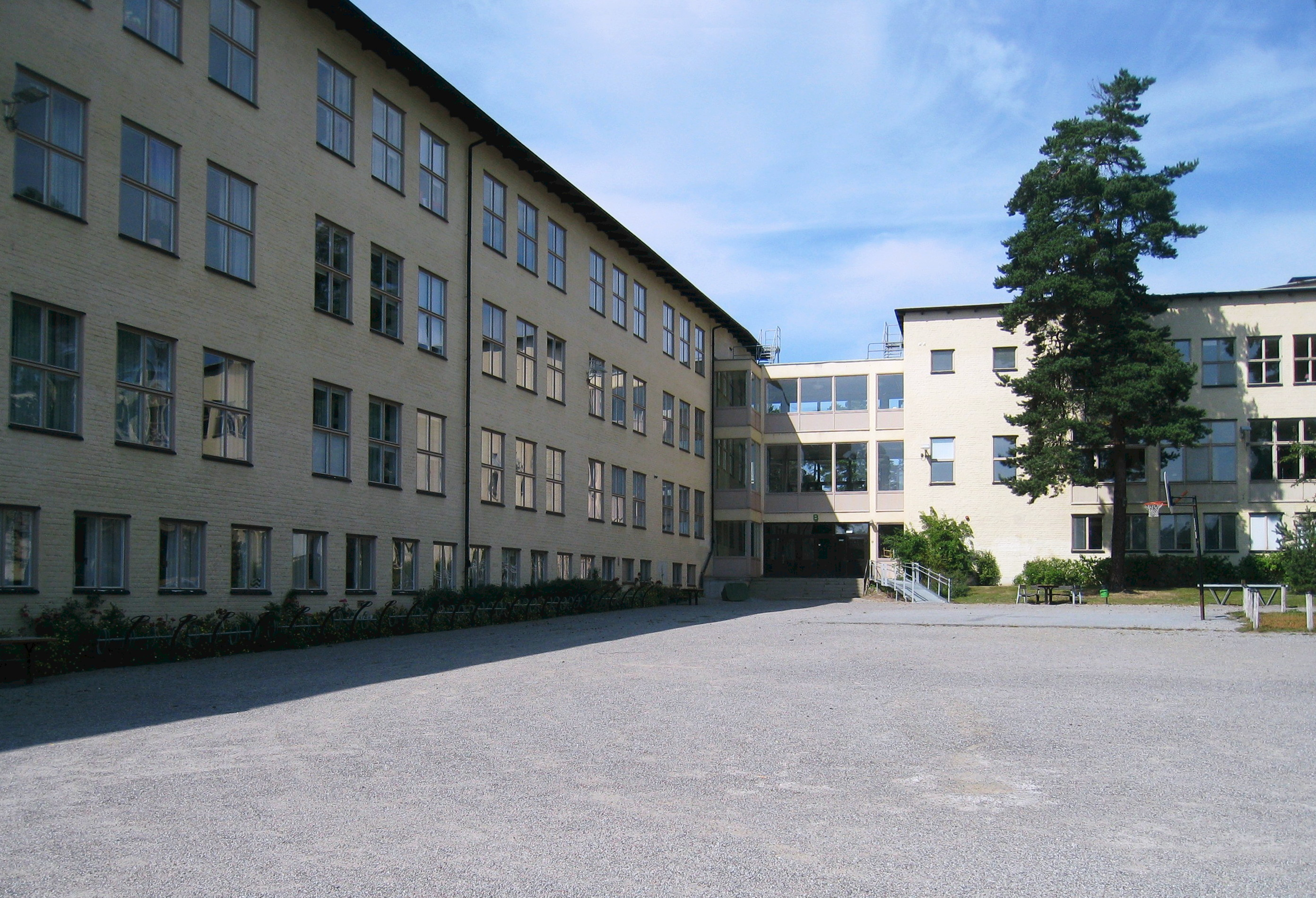
Äppelviksskolan vid Alviksvägen 97 byggdes 1924 samt 1941-1942.
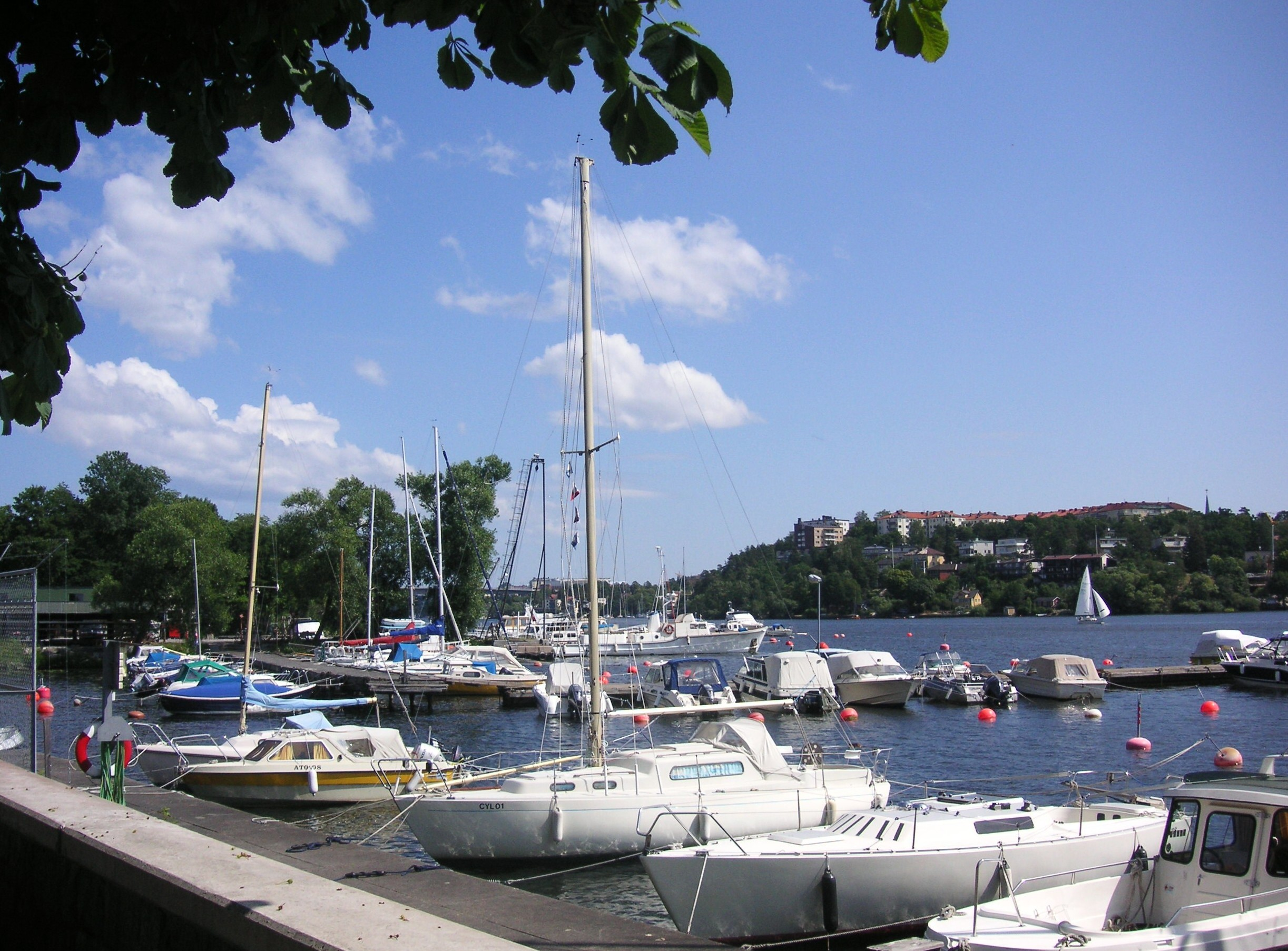
Bergviksvarvet och Mälaren.
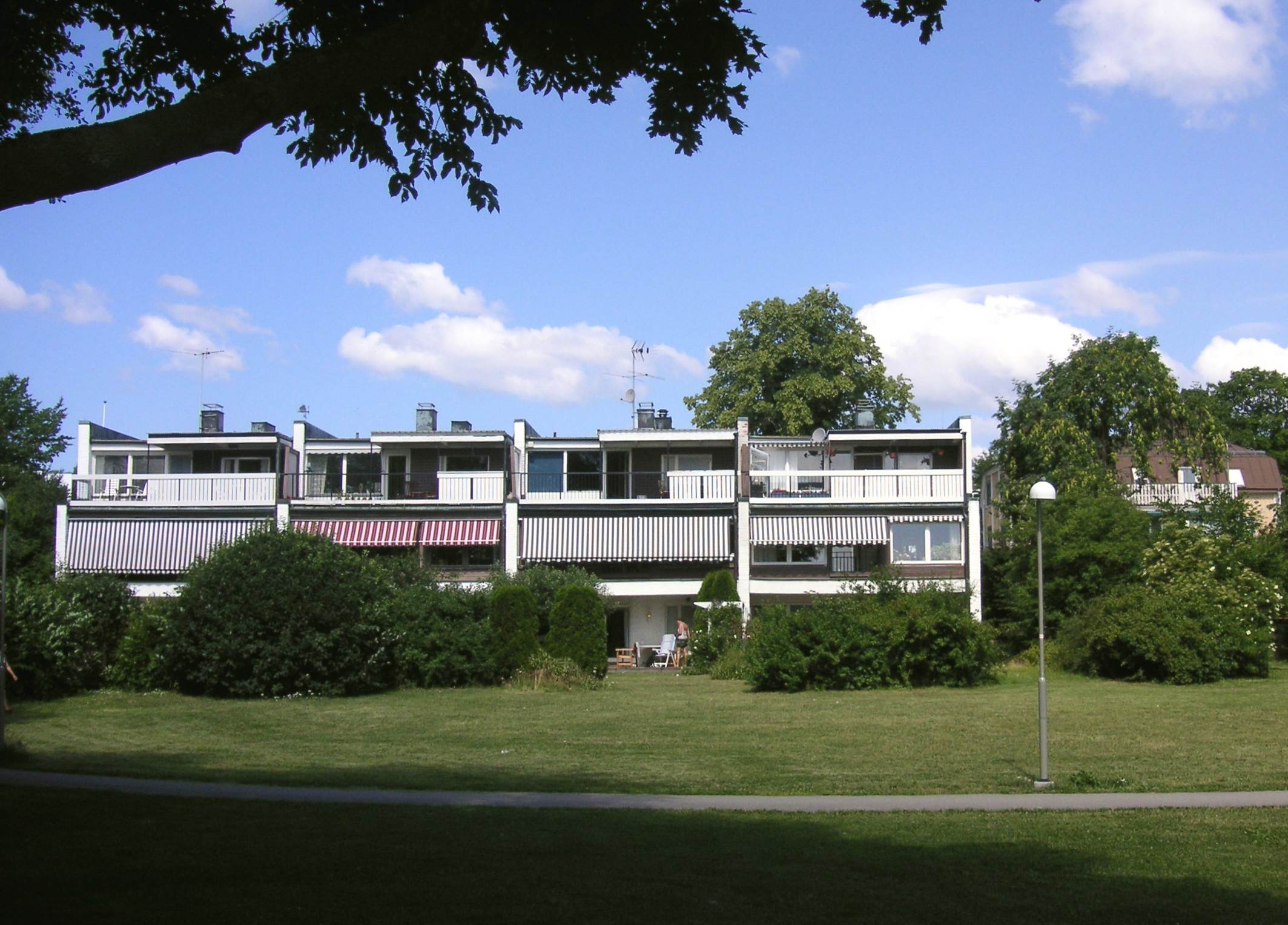
Radhusen vid Skogsfrugränd byggdes 1962-1964.

## Övrigt
- Solviksbadet ligger i Smedslätten.